# Planetesimo
Un planetesimo è un oggetto roccioso primordiale alla base della formazione dei pianeti, asteroidi e del sistema solare.

## Formazione
Una teoria largamente accettata, la cosiddetta ipotesi planetesimale di Viktor Safronov, afferma che i pianeti si formino grazie a granelli di polvere che collidono e si aggregano per formare corpi sempre maggiori. Raggiunte le dimensioni di un chilometro, possono attrarsi a vicenda tramite la propria forza gravitazionale, aggiungendo altra massa che contribuisce alla crescita degli oggetti fino a diventare dei protopianeti. Gli oggetti minori dei planetesimi, invece, seguono il moto browniano oppure seguono movimenti turbolenti nel gas che causano collisioni le quali conducono alla loro aggregazione. I planetesimi si possono formare anche in uno strato molto denso di granelli di polvere caratterizzato da una grande instabilità gravitazionale nel piano centrale di un disco protoplanetario. Molti planetesimi vengono alla fine distrutti da collisioni violente, mentre i pochi di grandi dimensioni sopravvivono a questi scontri, continuando a crescere fino a diventare protopianeti e, infine, pianeti.

## Planetesimi nel nostro sistema solare
Si pensa che circa 3,8 miliardi di anni fa, dopo un periodo conosciuto come l'intenso bombardamento tardivo (LHB), la maggior parte dei planetesimi del nostro sistema solare siano stati espulsi in orbite distanti come la nube di Oort, oppure che si siano scontrati con oggetti di dimensioni maggiori grazie alle spinte gravitazionali dei pianeti gioviani (in particolare Giove e Nettuno). È possibile che alcuni planetesimi siano diventati lune, come Fobos e Deimos (le lune di Marte), oppure come le piccole lune dei pianeti gioviani.
I planetesimi sopravvissuti fino al giorno d'oggi sono molto preziosi per gli scienziati in quanto contengono informazioni che riguardano la nascita del nostro sistema solare. Nonostante l'esterno sia stato sottoposto a intense radiazioni solari che potrebbero aver alterato la loro composizione chimica, il loro interno potrebbe contenere materia incontaminata dai tempi della formazione. Questo fa diventare ciascun planetesimo una capsula del tempo e la loro composizione potrebbe fornirci informazioni preziose sulle condizioni sulla nebulosa solare nella quale si è formato il nostro sistema planetario. Vedi i meteoriti e le comete.

## Definizione
Il termine planetesimo deriva dal concetto matematico infinitesimo, che letteralmente significa la frazione più piccola di un pianeta. Nonostante il nome definisca piccoli oggetti che contribuiscono al processo di formazione dei pianeti, alcuni scienziati utilizzano il termine planetesimo riferendosi ai piccoli corpi del sistema solare – come gli asteroidi e le comete – che sono delle rimanenze del processo di formazione.

## Classificazione
Nell'attuale sistema solare, questi piccoli corpi sono generalmente classificati in base alla loro dinamica e composizione. Essi possono diventare per esempio comete, oggetti della fascia di Kuiper oppure asteroidi troiani.